# Saint-Vincent-les-Forts
Saint-Vincent-les-Forts (okzitanisch Sant Vincenç dei Fòrts) ist eine Ortschaft und eine ehemalige französische Gemeinde mit 398 Einwohnern (Stand 1. Januar 2022) im Département Alpes-de-Haute-Provence in der Region Provence-Alpes-Côte d’Azur. Sie gehörte zum Kanton Barcelonnette im Arrondissement Barcelonnette.
Mit Wirkung vom 1. Januar 2017 wurden die früheren Gemeinden La Bréole und Saint-Vincent-les-Forts zu einer Commune nouvelle mit dem Namen Ubaye-Serre-Ponçon zusammengelegt und haben in der neuen Gemeinde den Status einer Commune déléguée. Der Verwaltungssitz befindet sich im Ort La Bréole.

## Geografie
Saint-Vincent-les-Forts liegt am Südufer des Lac de Serre-Ponçon, einem Stausee der Durance, sowie bei der Mündung der Ubaye. Die angrenzenden Gemeinden waren
- Le Lauzet-Ubaye im Norden und im Osten,
- Montclar im Süden,
- La Bréole im Westen.

## Bevölkerungsentwicklung
| Jahr      | 1962 | 1968 | 1975 | 1982 | 1990 | 1999 | 2008 | 2012 |
| --------- | ---- | ---- | ---- | ---- | ---- | ---- | ---- | ---- |
| Einwohner | 221  | 215  | 185  | 195  | 168  | 203  | 264  | 321  |

## Sehenswürdigkeiten
- Fort Joubert, Monument historique

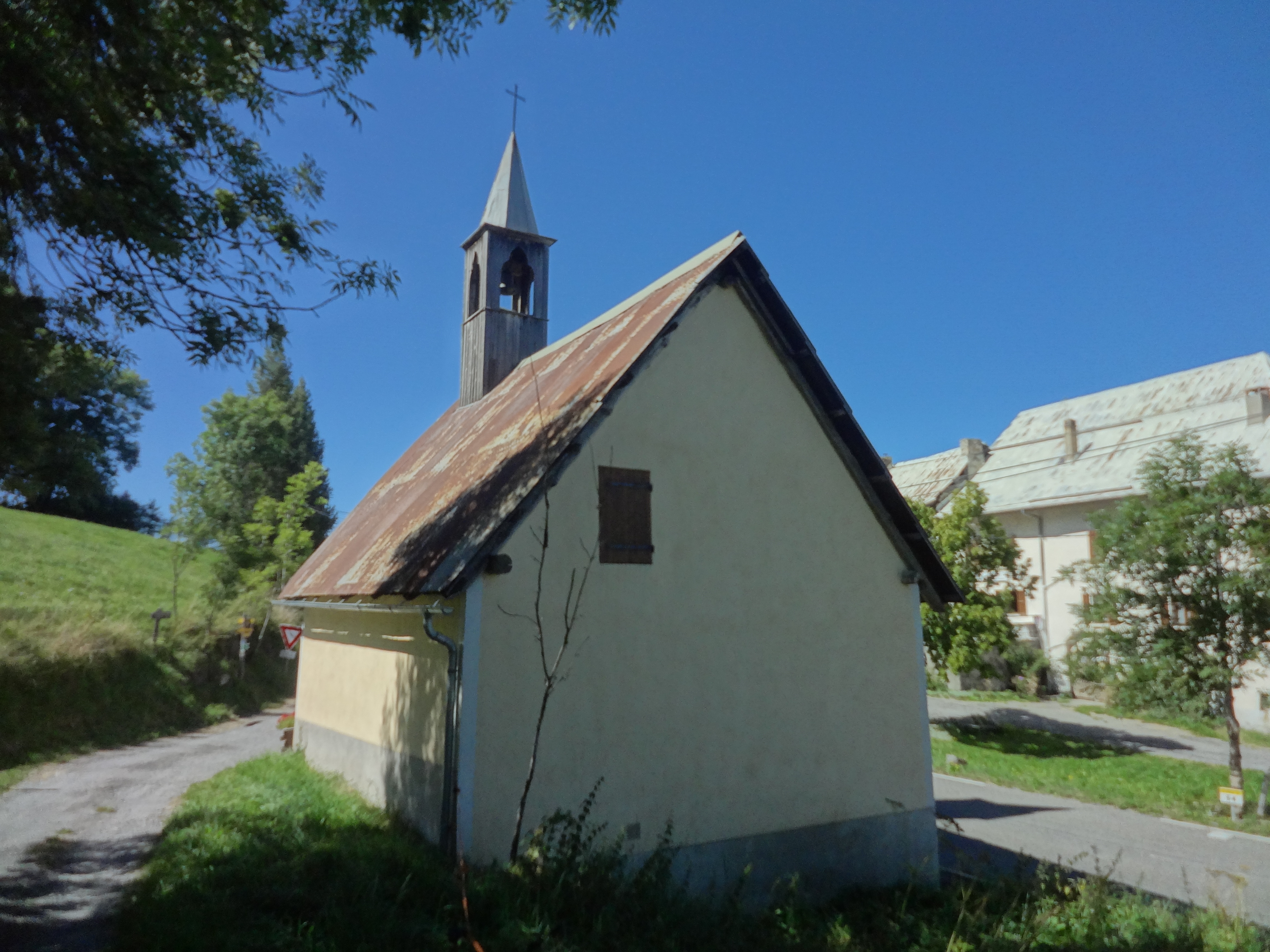
Chapelle des Rollands
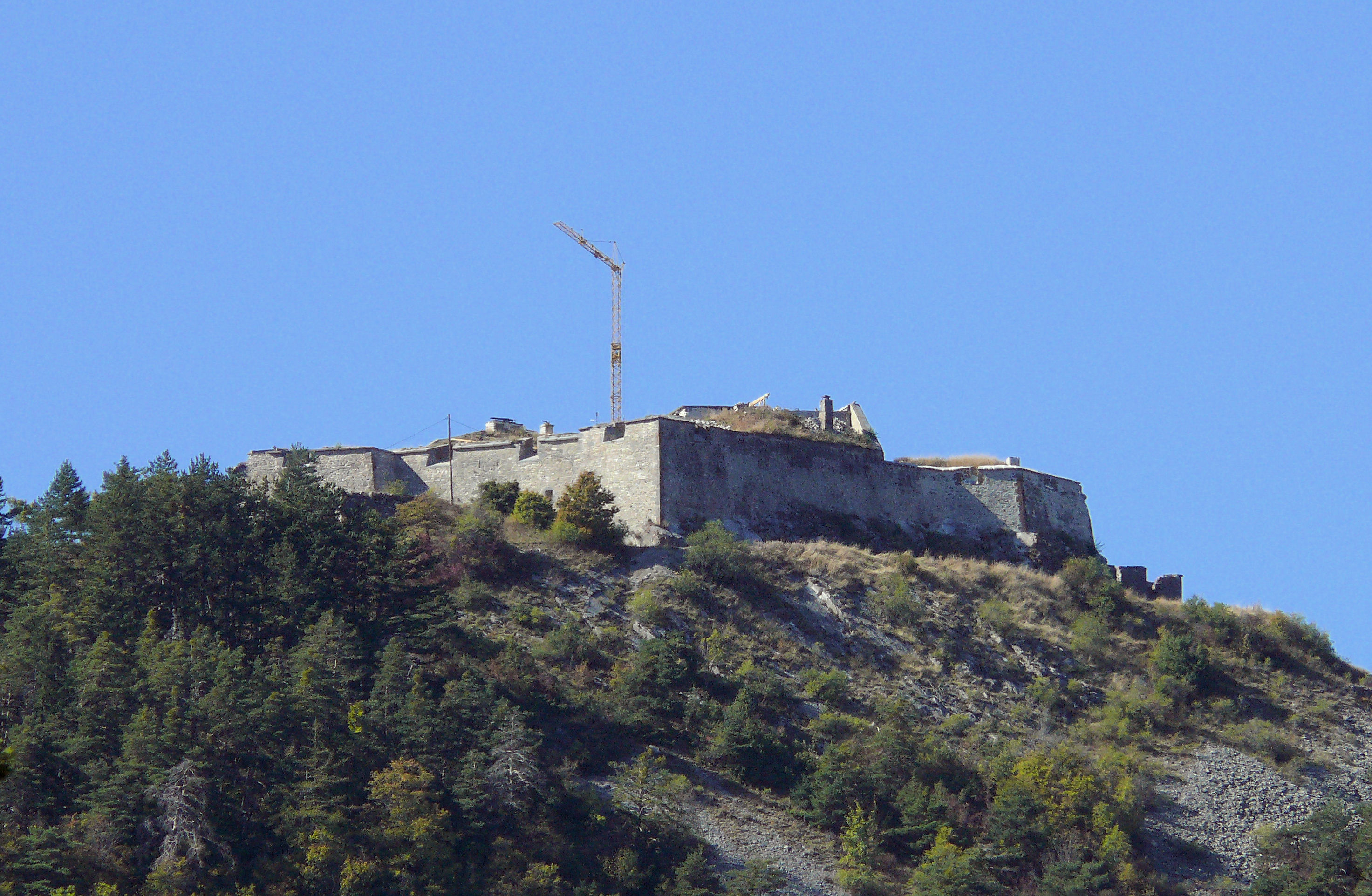
Fort Joubert